# ジョシア・ボイデル
ジョシア・ボイデル（Josiah Boydell、1752年1月18日 - 1817年3月27日）は、イギリスの美術出版工房の経営者、版画家、版画の下絵画家である。叔父のジョン・ボイデルとともにウィリアム・シェイクスピアの戯曲の場面を同時代の画家たちに描かせて、複製版画で出版した「ボイデル・シェイクスピア・ギャラリー」のプロジェクトを進めたことなどで知られている。

## 略歴
ウェールズ北東部のフリントシャーのハワーデン(Hawarden)で、農業をしていたサミュエル・ボイデル（Samuel Boydell: 1727–1783）の息子に生まれた。14歳になった1766年にロンドンに移り、美術出版の仕事を始めていた叔父のジョン・ボイデル(1719-1804)のもとで7年間、徒弟として働いた。ロンドンでは画家のベンジャミン・ウエスト(1738-1820)に絵を学び、版画家のリチャード・アーロム（Richard Earlom: 1743-1822）に版画を学んだ.。 
徒弟期間が終わった後も叔父と協力し続け、自らの版画作品を制作し、版画の下絵を描いた。1772年から1779年の間、ロイヤル・アカデミー・オブ・アーツの展覧会にも作品を出展した。
特筆される仕事の一つは、初代オーフォード伯爵が美術収集品をロシアのエカチェリーナ2世に売却し、ロシアに移される前にその複製版画を、ジョセフ・ファーリントン（Joseph Farington: 1747-1821)とジョージ・ファーリントン（George Farington: 1752-1788）共に制作したことなどがある。
1774年にノース卿(Sir Roger North)の娘と結婚した。
1786年に叔父のジョン・ボイデルの事業である、「ボイデル・シェイクスピア・ギャラリー」（ウィリアム・シェイクスピアの戯曲の場面を同時代の多くの画家たちに描かせ、170点あまりの作品を複製版画としてで出版した。）にも画家として参加した。1804年にジョン・ボイデルが亡くなった後、この事業の原画が宝くじの形で売却した時、当選者の宝石商、工芸家のウィリアム・タッシー（William Tassie: 1777-1860) から買い戻す交渉をしたが成功しなかった。
1817年にサリーのシェパートン(Shepperton)で亡くなった。

## 作品

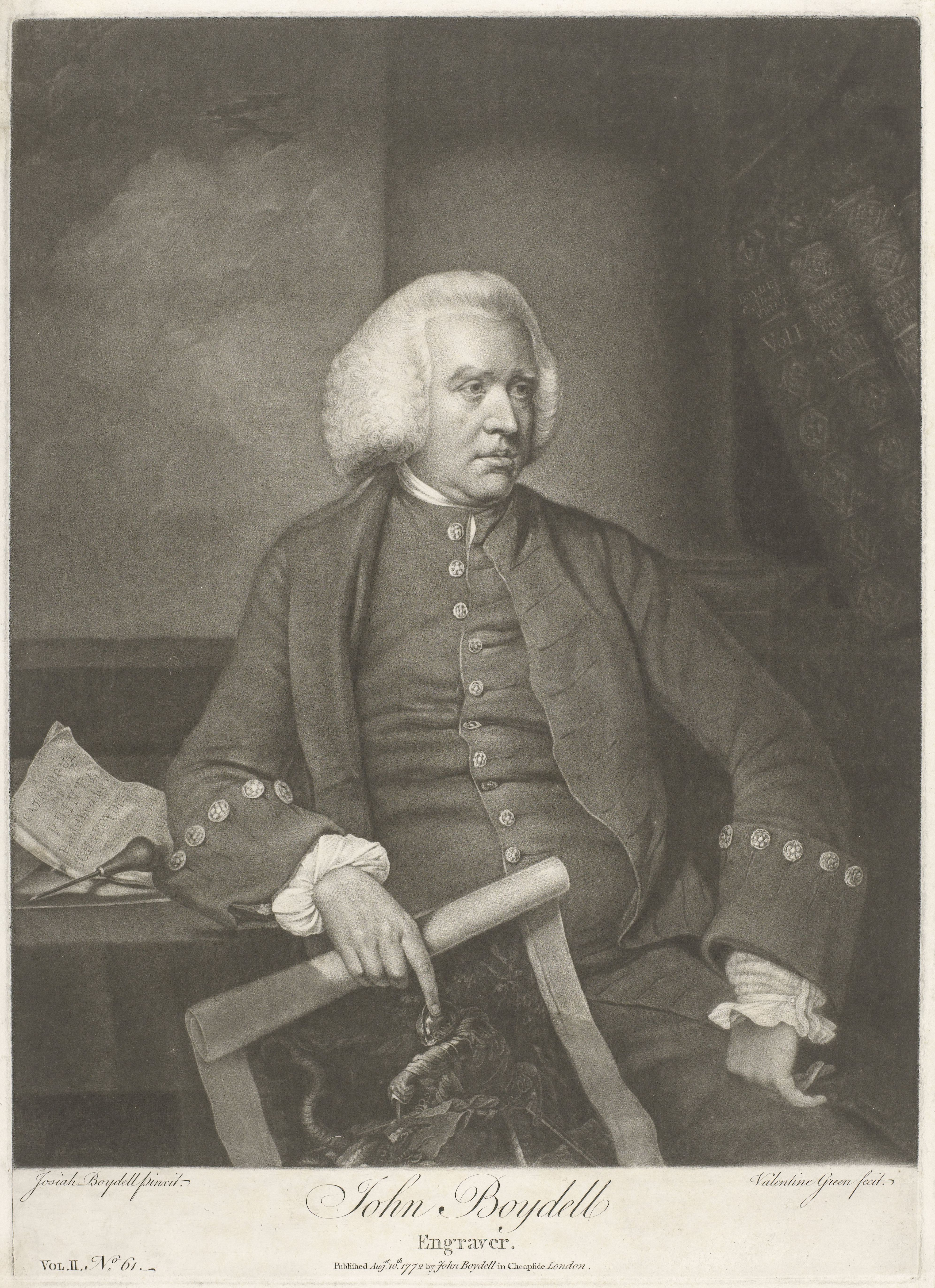
ジョン・ボイデルの肖像版画 (原画)ジョシア・ボイデル (版画)V・グリーン
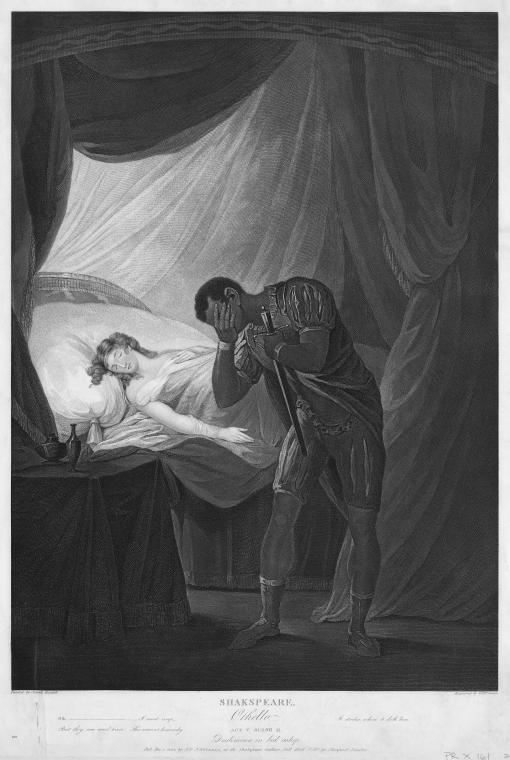
『オセロ』5幕2場
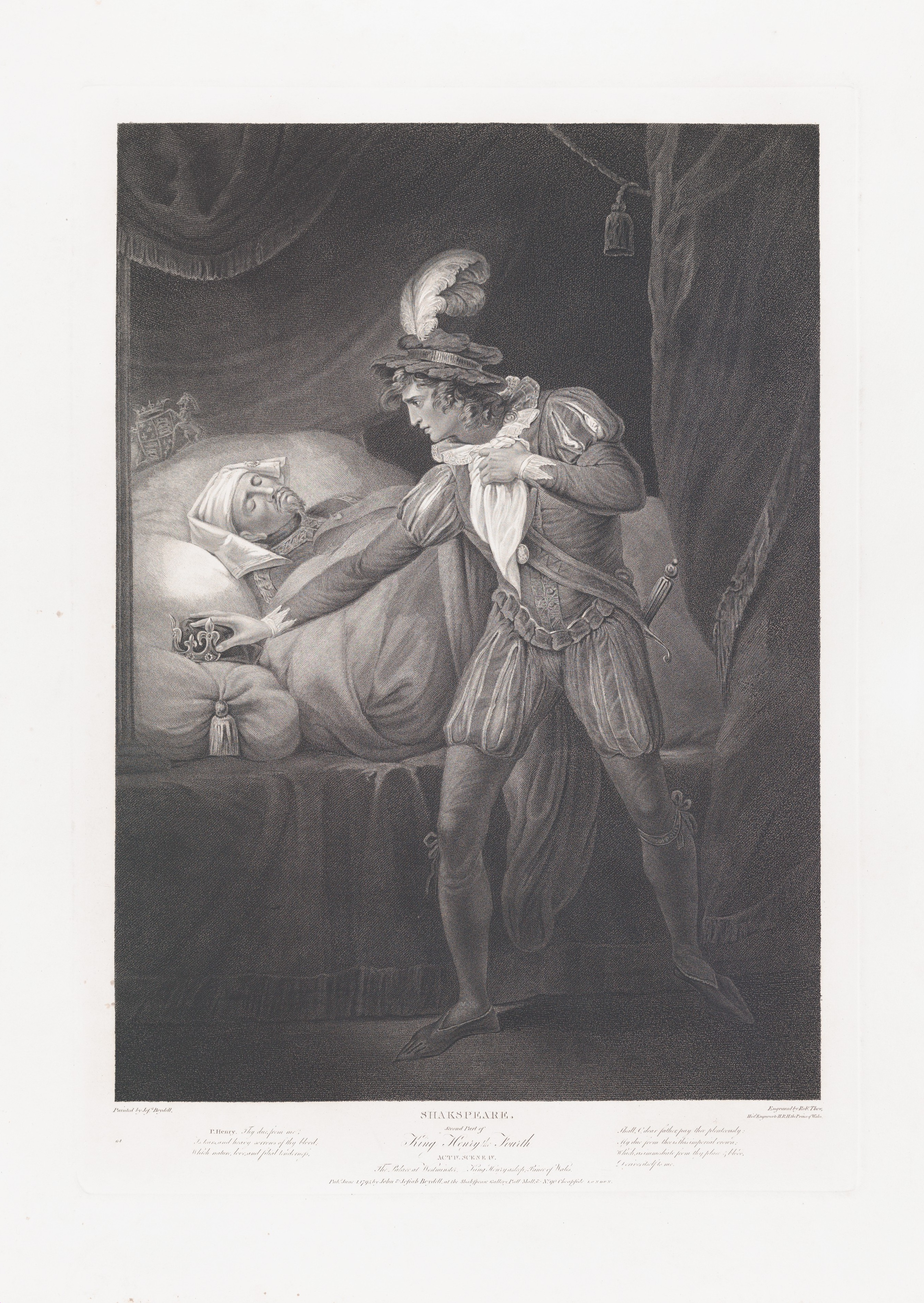
『ヘンリー4世』2巻、4幕4場
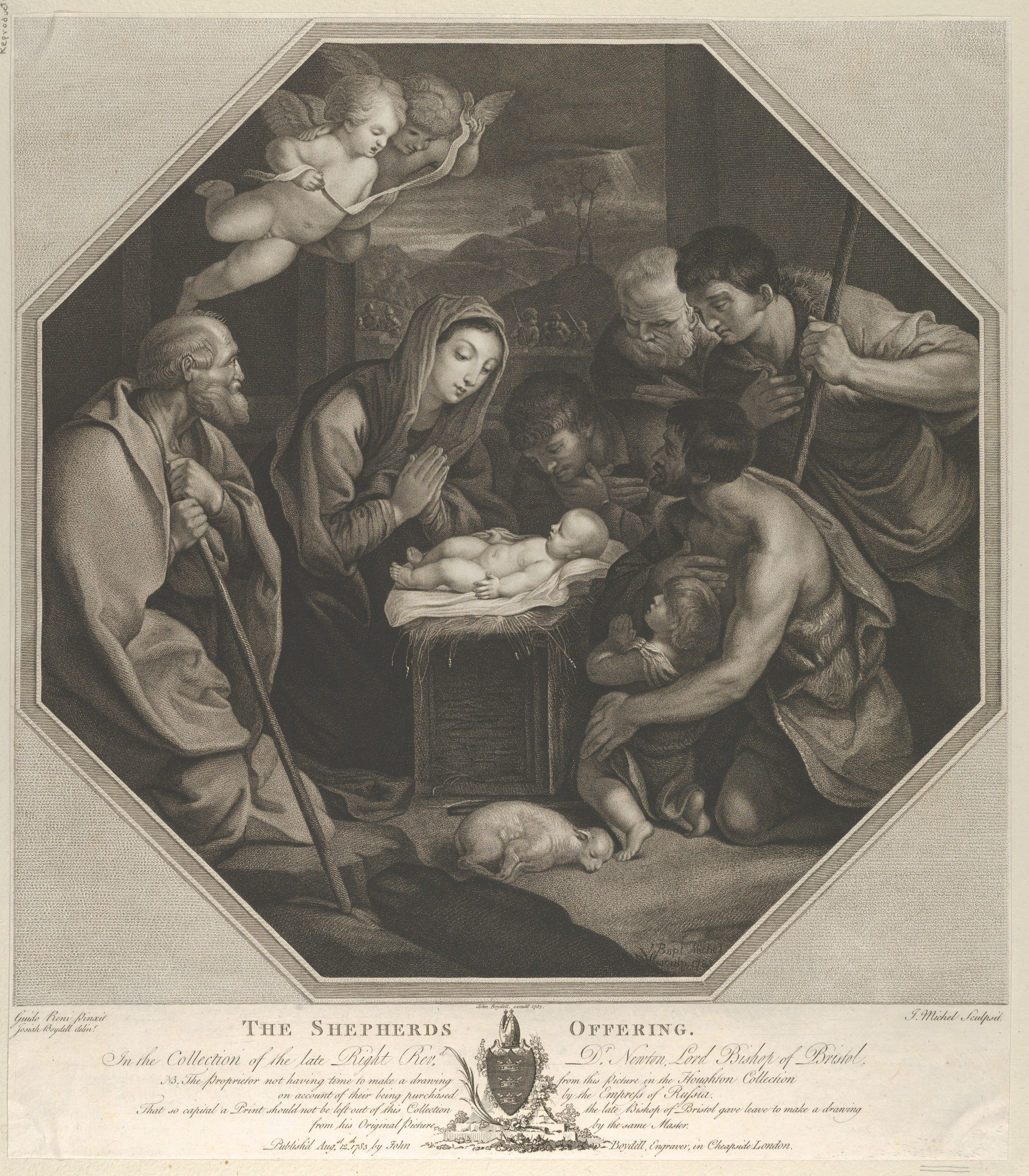
グイド・レーニの作品の複製版画、ボイデルの工房による